# Oksana Zaporozhets
Oksana Zaporozhets (Kiev, 8 de marzo de 1971)
es una jugadora profesional ucraniana de voleibol.

## Clubes
- 2010-2011.- Club Voleibol Aguere (Superliga),  España.
- 2008-2010.- Nuchar Tramek Murillo (Superliga 2),  España.
- 2007-2008.- Las Palmas de Gran Canaria Hotel Cantur,  España.
- 2006.- Promociones Percán Alicante,  España.

## Logros obtenidos

### Clubes
- 2010.- Incluida 2 veces en el 7 ideal de la jornada en los play-off de ascenso a Superliga.
- 2010.- MVP de la jornada 1 de los play-off de ascenso a Superliga.
- 2010.- Campeona de la Copa de la Princesa de Asturias con Nuchar Tramek Murillo.
- 2009.- Ascenso a Superliga 2 con el Nuchar Tramek Murillo.